# Liste der Kulturdenkmale in Berlin-Mitte/Stralauer Vorstadt
Auf dieser Seite sind die Kulturdenkmale im Stadtviertel Stralauer Vorstadt des Berliner Ortsteils Mitte aufgeführt. Diese Liste ist Teil der Liste der Kulturdenkmale in Berlin-Mitte. Grundlage ist die Denkmalliste des Landes Berlin, die auf Basis des Berliner Denkmalschutzgesetzes erstmals am 28. September 1995 bekannt gemacht wurde und seither durch das Landesdenkmalamt Berlin geführt und aktualisiert wird.

## Denkmalbereiche (Ensembles)
| Nr.      | Lage | Offizielle Bezeichnung | Beschreibung | Bild                                   |
| -------- | --- | --- | --- | -------------------------------------- |
| 09011369 | Karl-Marx-Allee 4–11, 14/18, 19–21, 23–26, 28, 30, 32–52 Alexanderstraße 13/35 Schillingstraße 27-29 (Lage) | Wohn- und Geschäftsbauten, Kultureinrichtungen (siehe Denkmalliste Friedrichshain-Kreuzberg, Ensemble Karl-Marx-Allee 53/67...) Gesamtanlage siehe: Karl-Marx-Allee 32–36... Baudenkmal siehe: Schillingstraße 27-29 | Weitere Bestandteile des Ensembles:                                                                              | Weitere Bestandteile des Ensembles:    |
| 09011369 | Karl-Marx-Allee 4–11, 14/18, 19–21, 23–26, 28, 30, 32–52 Alexanderstraße 13/35 Schillingstraße 27-29 (Lage) | Wohn- und Geschäftsbauten, Kultureinrichtungen (siehe Denkmalliste Friedrichshain-Kreuzberg, Ensemble Karl-Marx-Allee 53/67...) Gesamtanlage siehe: Karl-Marx-Allee 32–36... Baudenkmal siehe: Schillingstraße 27-29 | 09020139 – Alexanderstraße 13/17, Wohnblock, 1963–1964 vom Kollektiv Josef Kaiser und Klaus Deutschmann          |                                        |
| 09011369 | Karl-Marx-Allee 4–11, 14/18, 19–21, 23–26, 28, 30, 32–52 Alexanderstraße 13/35 Schillingstraße 27-29 (Lage) | Wohn- und Geschäftsbauten, Kultureinrichtungen (siehe Denkmalliste Friedrichshain-Kreuzberg, Ensemble Karl-Marx-Allee 53/67...) Gesamtanlage siehe: Karl-Marx-Allee 32–36... Baudenkmal siehe: Schillingstraße 27-29 | 09020140 – Alexanderstraße 19/23, Wohnblock, 1963–1964 vom Kollektiv Josef Kaiser und Klaus Deutschmann          |                                        |
| 09011369 | Karl-Marx-Allee 4–11, 14/18, 19–21, 23–26, 28, 30, 32–52 Alexanderstraße 13/35 Schillingstraße 27-29 (Lage) | Wohn- und Geschäftsbauten, Kultureinrichtungen (siehe Denkmalliste Friedrichshain-Kreuzberg, Ensemble Karl-Marx-Allee 53/67...) Gesamtanlage siehe: Karl-Marx-Allee 32–36... Baudenkmal siehe: Schillingstraße 27-29 | 09020141 – Alexanderstraße 25/29, Wohnblock, 1963–1964 vom Kollektiv Josef Kaiser und Klaus Deutschmann          |                                        |
| 09011369 | Karl-Marx-Allee 4–11, 14/18, 19–21, 23–26, 28, 30, 32–52 Alexanderstraße 13/35 Schillingstraße 27-29 (Lage) | Wohn- und Geschäftsbauten, Kultureinrichtungen (siehe Denkmalliste Friedrichshain-Kreuzberg, Ensemble Karl-Marx-Allee 53/67...) Gesamtanlage siehe: Karl-Marx-Allee 32–36... Baudenkmal siehe: Schillingstraße 27-29 | 09020142 – Alexanderstraße 31/35, Wohnblock, 1963–1964 vom Kollektiv Josef Kaiser und Klaus Deutschmann          |                                        |
| 09011369 | Karl-Marx-Allee 4–11, 14/18, 19–21, 23–26, 28, 30, 32–52 Alexanderstraße 13/35 Schillingstraße 27-29 (Lage) | Wohn- und Geschäftsbauten, Kultureinrichtungen (siehe Denkmalliste Friedrichshain-Kreuzberg, Ensemble Karl-Marx-Allee 53/67...) Gesamtanlage siehe: Karl-Marx-Allee 32–36... Baudenkmal siehe: Schillingstraße 27-29 | 09011371 – Karl-Marx-Allee 4/10, Wohnblock, 1960–1962 vom Kollektiv Josef Kaiser und Klaus Deutschmann           |                                        |
| 09011369 | Karl-Marx-Allee 4–11, 14/18, 19–21, 23–26, 28, 30, 32–52 Alexanderstraße 13/35 Schillingstraße 27-29 (Lage) | Wohn- und Geschäftsbauten, Kultureinrichtungen (siehe Denkmalliste Friedrichshain-Kreuzberg, Ensemble Karl-Marx-Allee 53/67...) Gesamtanlage siehe: Karl-Marx-Allee 32–36... Baudenkmal siehe: Schillingstraße 27-29 | 09011372 – Karl-Marx-Allee 5/11, Wohnblock, 1960–1962 vom Kollektiv Josef Kaiser und Klaus Deutschmann           |                                        |
| 09011369 | Karl-Marx-Allee 4–11, 14/18, 19–21, 23–26, 28, 30, 32–52 Alexanderstraße 13/35 Schillingstraße 27-29 (Lage) | Wohn- und Geschäftsbauten, Kultureinrichtungen (siehe Denkmalliste Friedrichshain-Kreuzberg, Ensemble Karl-Marx-Allee 53/67...) Gesamtanlage siehe: Karl-Marx-Allee 32–36... Baudenkmal siehe: Schillingstraße 27-29 | 09011373 – Karl-Marx-Allee 14/20, Wohnblock, 1960–1962 vom Kollektiv Josef Kaiser und Klaus Deutschmann          |                                        |
| 09011369 | Karl-Marx-Allee 4–11, 14/18, 19–21, 23–26, 28, 30, 32–52 Alexanderstraße 13/35 Schillingstraße 27-29 (Lage) | Wohn- und Geschäftsbauten, Kultureinrichtungen (siehe Denkmalliste Friedrichshain-Kreuzberg, Ensemble Karl-Marx-Allee 53/67...) Gesamtanlage siehe: Karl-Marx-Allee 32–36... Baudenkmal siehe: Schillingstraße 27-29 | 09011374 – Karl-Marx-Allee 19/25, Wohnblock, 1960–1962 vom Kollektiv Josef Kaiser und Klaus Deutschmann          |                                        |
| 09011369 | Karl-Marx-Allee 4–11, 14/18, 19–21, 23–26, 28, 30, 32–52 Alexanderstraße 13/35 Schillingstraße 27-29 (Lage) | Wohn- und Geschäftsbauten, Kultureinrichtungen (siehe Denkmalliste Friedrichshain-Kreuzberg, Ensemble Karl-Marx-Allee 53/67...) Gesamtanlage siehe: Karl-Marx-Allee 32–36... Baudenkmal siehe: Schillingstraße 27-29 | 09011375 – Karl-Marx-Allee 24/30, Wohnblock, 1960–1962 vom Kollektiv Josef Kaiser und Klaus Deutschmann          |                                        |
| 09011369 | Karl-Marx-Allee 4–11, 14/18, 19–21, 23–26, 28, 30, 32–52 Alexanderstraße 13/35 Schillingstraße 27-29 (Lage) | Wohn- und Geschäftsbauten, Kultureinrichtungen (siehe Denkmalliste Friedrichshain-Kreuzberg, Ensemble Karl-Marx-Allee 53/67...) Gesamtanlage siehe: Karl-Marx-Allee 32–36... Baudenkmal siehe: Schillingstraße 27-29 | 09011376 – Karl-Marx-Allee 37/43, Wohnblock, 1960–1962 vom Kollektiv Josef Kaiser und Klaus Deutschmann          |                                        |
| 09011369 | Karl-Marx-Allee 4–11, 14/18, 19–21, 23–26, 28, 30, 32–52 Alexanderstraße 13/35 Schillingstraße 27-29 (Lage) | Wohn- und Geschäftsbauten, Kultureinrichtungen (siehe Denkmalliste Friedrichshain-Kreuzberg, Ensemble Karl-Marx-Allee 53/67...) Gesamtanlage siehe: Karl-Marx-Allee 32–36... Baudenkmal siehe: Schillingstraße 27-29 | 09011377 – Karl-Marx-Allee 38/44, Wohnblock, 1960–1962 vom Kollektiv Josef Kaiser und Klaus Deutschmann          |                                        |
| 09011369 | Karl-Marx-Allee 4–11, 14/18, 19–21, 23–26, 28, 30, 32–52 Alexanderstraße 13/35 Schillingstraße 27-29 (Lage) | Wohn- und Geschäftsbauten, Kultureinrichtungen (siehe Denkmalliste Friedrichshain-Kreuzberg, Ensemble Karl-Marx-Allee 53/67...) Gesamtanlage siehe: Karl-Marx-Allee 32–36... Baudenkmal siehe: Schillingstraße 27-29 | 09011378 – Karl-Marx-Allee 47/51, Wohnblock, 1960–1962 vom Kollektiv Josef Kaiser und Klaus Deutschmann          |                                        |
| 09011369 | Karl-Marx-Allee 4–11, 14/18, 19–21, 23–26, 28, 30, 32–52 Alexanderstraße 13/35 Schillingstraße 27-29 (Lage) | Wohn- und Geschäftsbauten, Kultureinrichtungen (siehe Denkmalliste Friedrichshain-Kreuzberg, Ensemble Karl-Marx-Allee 53/67...) Gesamtanlage siehe: Karl-Marx-Allee 32–36... Baudenkmal siehe: Schillingstraße 27-29 | 09011379 – Karl-Marx-Allee 48/52, Wohnblock, 1960–1962 vom Kollektiv Josef Kaiser und Klaus Deutschmann          |                                        |
| 09080429 | Magazinstraße 5–8, 15–16 (Lage)                                                                             | Verwaltungs- und Gewerbebauten Baudenkmale siehe: Magazinstraße 5; 6–7; 15–16 | Weitere Bestandteile des Ensembles:                                                                              | Weitere Bestandteile des Ensembles:    |
| 09080429 | Magazinstraße 5–8, 15–16 (Lage)                                                                             | Verwaltungs- und Gewerbebauten Baudenkmale siehe: Magazinstraße 5; 6–7; 15–16 | 09012447 – Depot I und II der berittenen Schutzmannschaften, 1900–1905, Wiederaufbau für Volkspolizei, 1950–1951 | Magazinstraße 3–5, Hofgebäude, 1900–05 |
| 09080429 | Magazinstraße 5–8, 15–16 (Lage)                                                                             | Verwaltungs- und Gewerbebauten Baudenkmale siehe: Magazinstraße 5; 6–7; 15–16 | 09080431 – Magazinstraße 8, Postamt O 27, 1908–1912                                                              |                                        |

## Denkmalbereiche (Gesamtanlagen)
| Nr.      | Lage                                          | Offizielle Bezeichnung                                                              | Beschreibung | Bild                                           |
| -------- | --------------------------------------------- | ----------------------------------------------------------------------------------- | --- | ---------------------------------------------- |
| 09011381 | Alexanderstraße 9, 11, Karl-Marx-Allee (Lage) | Kongresshalle und Haus des Lehrers mit Mosaikfries „Unser Leben“                    | Kongresshalle, 1961–1964 von Hermann Henselmann | Haus des Lehrers                               |
| 09011381 | Alexanderstraße 9, 11, Karl-Marx-Allee (Lage) | Kongresshalle und Haus des Lehrers mit Mosaikfries „Unser Leben“                    | Haus des Lehrers, 1961–1964 von Hermann Henselmann | Haus des Lehrers                               |
| 09011381 | Alexanderstraße 9, 11, Karl-Marx-Allee (Lage) | Kongresshalle und Haus des Lehrers mit Mosaikfries „Unser Leben“                    | Mosaikfries „Unser Leben“, 1964 von Walter Womacka | Haus des Lehrers                               |
| 09011370 | Karl-Marx-Allee 32–36, 45–46 (Lage)           | Zentrum II. Bauabschnitt Karl-Marx-Allee Bestandteil des Ensembles: Karl-Marx-Allee | „Blumenhaus Interflor“ und „Modesalon Madeleine“ mit Eingang U-Bahnhof Schillingstraße (Karl-Marx-Allee 32), 1961–1964 von Josef Kaiser mit Walter Franek und Horst Bauer |                                                |
| 09011370 | Karl-Marx-Allee 32–36, 45–46 (Lage)           | Zentrum II. Bauabschnitt Karl-Marx-Allee Bestandteil des Ensembles: Karl-Marx-Allee | Filmtheater International (Karl-Marx-Allee 33), 1961–1963 von Josef Kaiser                                                                                                | Kino International                             |
| 09011370 | Karl-Marx-Allee 32–36, 45–46 (Lage)           | Zentrum II. Bauabschnitt Karl-Marx-Allee Bestandteil des Ensembles: Karl-Marx-Allee | Betonrelief „Aus dem Leben der heutigen Menschen“ von Waldemar Grzimek, Karl-Heinz Schamal und Hubert Schiefelbein                                                        | Kino International                             |
| 09011370 | Karl-Marx-Allee 32–36, 45–46 (Lage)           | Zentrum II. Bauabschnitt Karl-Marx-Allee Bestandteil des Ensembles: Karl-Marx-Allee | Restaurant Moskau (Karl-Marx-Allee 34), 1961–1964 von Josef Kaiser | Moskau Bar                                     |
| 09011370 | Karl-Marx-Allee 32–36, 45–46 (Lage)           | Zentrum II. Bauabschnitt Karl-Marx-Allee Bestandteil des Ensembles: Karl-Marx-Allee | Wandmosaik „Aus dem Leben der Völker der Sowjetunion“ von Bert Heller | Moskau Bar                                     |
| 09011370 | Karl-Marx-Allee 32–36, 45–46 (Lage)           | Zentrum II. Bauabschnitt Karl-Marx-Allee Bestandteil des Ensembles: Karl-Marx-Allee | Mocca, Milch und Eisbar (Karl-Marx-Allee 35), 1961–1964 von Josef Kaiser mit Walter Franek und Horst Bauer                                                                | Verkaufspavillon, ehemalige Mocca-Milch-Eisbar |
| 09011370 | Karl-Marx-Allee 32–36, 45–46 (Lage)           | Zentrum II. Bauabschnitt Karl-Marx-Allee Bestandteil des Ensembles: Karl-Marx-Allee | Kosmetiksalon Babette (Karl-Marx-Allee 36), 1961–1964 von Josef Kaiser mit Walter Franek und Horst Bauer                                                                  |                                                |
| 09011370 | Karl-Marx-Allee 32–36, 45–46 (Lage)           | Zentrum II. Bauabschnitt Karl-Marx-Allee Bestandteil des Ensembles: Karl-Marx-Allee | Kunst im Heim (Karl-Marx-Allee 45), 1961–1964 von Josef Kaiser mit Walter Franek und Horst Bauer                                                                          |                                                |
| 09011370 | Karl-Marx-Allee 32–36, 45–46 (Lage)           | Zentrum II. Bauabschnitt Karl-Marx-Allee Bestandteil des Ensembles: Karl-Marx-Allee | Schuhhaus Zentrum (Karl-Marx-Allee 46), 1961–1964 von Josef Kaiser mit Walter Franek und Horst Bauer                                                                      |                                                |
| 09011370 | Karl-Marx-Allee 31                            | Denkmalverlust: Hotel Berolina                                                      | Erbaut 1961–1964 von Josef Kaiser, Abriss erfolgte 1996, an selbiger Stelle steht seither das Rathaus Mitte                                                               |                                                |

## Baudenkmale
| Nr.      | Lage                                              | Offizielle Bezeichnung                                         | Beschreibung                                                         | Bild         |
| -------- | ------------------------------------------------- | -------------------------------------------------------------- | -------------------------------------------------------------------- | ------------ |
| 09011326 | Holzmarktstraße Alexanderstraße, Spreeufer (Lage) | S- und U-Bahnhof Jannowitzbrücke                               | S-Bahnhof-Viadukt, 1881–1882 (siehe Gesamtanlage Stadtbahntrasse...) | Außenansicht |
| 09011326 | Holzmarktstraße Alexanderstraße, Spreeufer (Lage) | S- und U-Bahnhof Jannowitzbrücke                               | Umbau des S-Bahnhofs, 1927 durch Hugo Röttcher                       | Außenansicht |
| 09011326 | Holzmarktstraße Alexanderstraße, Spreeufer (Lage) | S- und U-Bahnhof Jannowitzbrücke                               | U-Bahnhof der GN-Bahn (U8), Alfred Grenander und Alfred Fehse; mit   |              |
| 09011326 | Holzmarktstraße Alexanderstraße, Spreeufer (Lage) | S- und U-Bahnhof Jannowitzbrücke                               | Eingangsbereich Nord                                                 |              |
| 09011326 | Holzmarktstraße Alexanderstraße, Spreeufer (Lage) | S- und U-Bahnhof Jannowitzbrücke                               | Uferplatz, um 1932                                                   |              |
| 09080426 | Holzmarktstraße 10 (Lage)                         | Mietshaus                                                      | um 1885                                                              |              |
| 09060115 | Ifflandstraße 9 Singerstraße 8–8A (Lage)          | Berufs- und Grundschule                                        | 1951–1953 von Gerhard Eichler und Ludolf von Walthausen              |              |
| 09060115 | Ifflandstraße 9 Singerstraße 8–8A (Lage)          | Berufs- und Grundschule                                        | Turn- und Aulagebäude                                                |              |
| 09080427 | Ifflandstraße 11 (Lage)                           | Direktorenwohnhaus des Margareten-Lyzeums                      | 1884–1885 von Hermann Blankenstein                                   |              |
| 09080428 | Karl-Marx-Allee 3 (Lage)                          | Haus der Gesundheit, Bürogebäude                               | 1912–1914, Umbau 1939–1940 von Karl Reichle und Wilhelm Weygand      |              |
| 09011056 | Magazinstraße 5 (Lage)                            | Kgl. Polizeipräsidium Bestandteil des Ensembles: Magazinstraße | 1907–1909 von Paul Graef                                             |              |
| 09080430 | Magazinstraße 6–7 (Lage)                          | Verwaltungsgebäude Bestandteil des Ensembles: Magazinstraße    | 1910–1911                                                            |              |
| 09095946 | Magazinstraße 15–16 (Lage)                        | Geschäftshaus Bestandteil des Ensembles: Magazinstraße         | 1906                                                                 |              |
| 09040538 | Schillingstraße 27-29 (Lage)                      | Wohnblock Bestandteil des Ensembles: Karl-Marx-Allee           | 1963–1964 vom Kollektiv Josef Kaiser und Klaus Deutschmann           |              |